# The Dream Catcher
The Dream Catcher (bra: O Apanhador de Sonhos) é um filme independente de drama de 1999, dirigido por Edward Radtke. É um filme de estrada, contando a história de dois garotos na estrada. Foi apresentado no Brasil em 1999 na 23ª Mostra Internacional de Cinema de São Paulo.

## Recepção
No agregador de críticas Metacritic, com base em 5 opiniões de críticos que escrevem em maioria para a imprensa tradicional, o filme tem uma média aritmética ponderada de 61 entre 100, com a indicação de "revisões geralmente favoráveis". Em sua crítica para o The New York Times, Stephen Holden
disse que o filme "mantém um clima de angústia adolescente sem rumo, e sua visão da estrada é inflexivelmente sombria."